# Babadag
Babadag (azerski: Babadağ, ruski: Бабадаг) je 3269,6 metara visok vrh na istoku Velikog Kavkaza, Azerbajdžan. Nalazi se u blizini izvora rijeke Karačaja. Na podnožju Babadaga također izviru rijeke Geokčaj, Gurdimančaj i Veljveličaj koju narod zove Babačaj.

## Etimologija
Prvi dio imena Babadag, baba, turska je i perzijska riječ koja znači otac, a može značiti i djed, pradjed. Drugi dio imena, dag, turska je riječ za goru.

## Legenda
Narod smatra Babadag svetim mjestom. Prema predaji na vrhu gore pokopan je jedan mudri starac. Na ljeto hodočasti na vrh gore. Neki hodočaste u nadi da će ozdraviti, a neki samo kako bi bili sami u prirodi ove surove gore.